# Deporte inclusivo

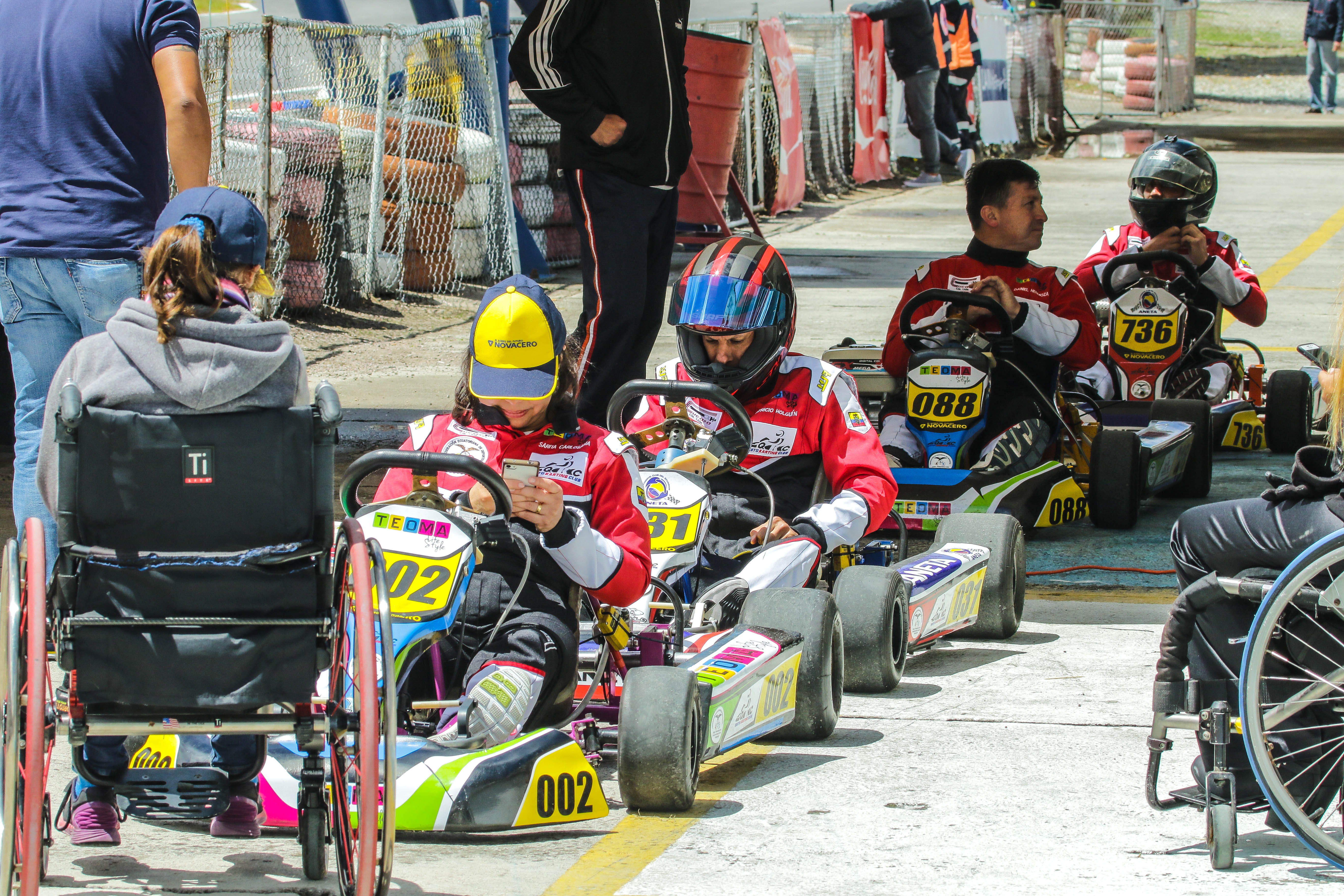
Competición inclusiva de karting en el kartódromo de la mitad del mundo (Ecuador). Febrero de 2018.

El deporte inclusivo es aquella actividad física y deportiva que permite la práctica conjunta de personas con y sin discapacidad, ajustándose a las posibilidades de los practicantes y manteniendo el objetivo y las características de la especialidad deportiva que se trate: es decir, no creando una nueva disciplina, sino ajustando o adaptando las reglas y el material utilizado de modo que se fomente la participación efectiva de todos los participantes.
En el ámbito educativo, uno de los mayores beneficios de la inclusión de alumnos con discapacidad en las sesiones de educación física de los colegios es la socialización y el desarrollo de habilidades sociales por el alumnado en general, por lo que se considera beneficiosa, no solo para el propio alumno con discapacidad, sino también para los compañeros con los que estos interactúan.